# Riccardo Pampuri
Riccardo Pampuri, OH, rodným jménem Erminio Filippo Pampuri (2. srpna 1897, Trivolzio – 1. května 1930, Milán) byl italský lékař, veterán z první světové války, a řeholník Hospitálského řádu svatého Jana z Boha. Katolická církev jej uctívá jako světce.

## Život

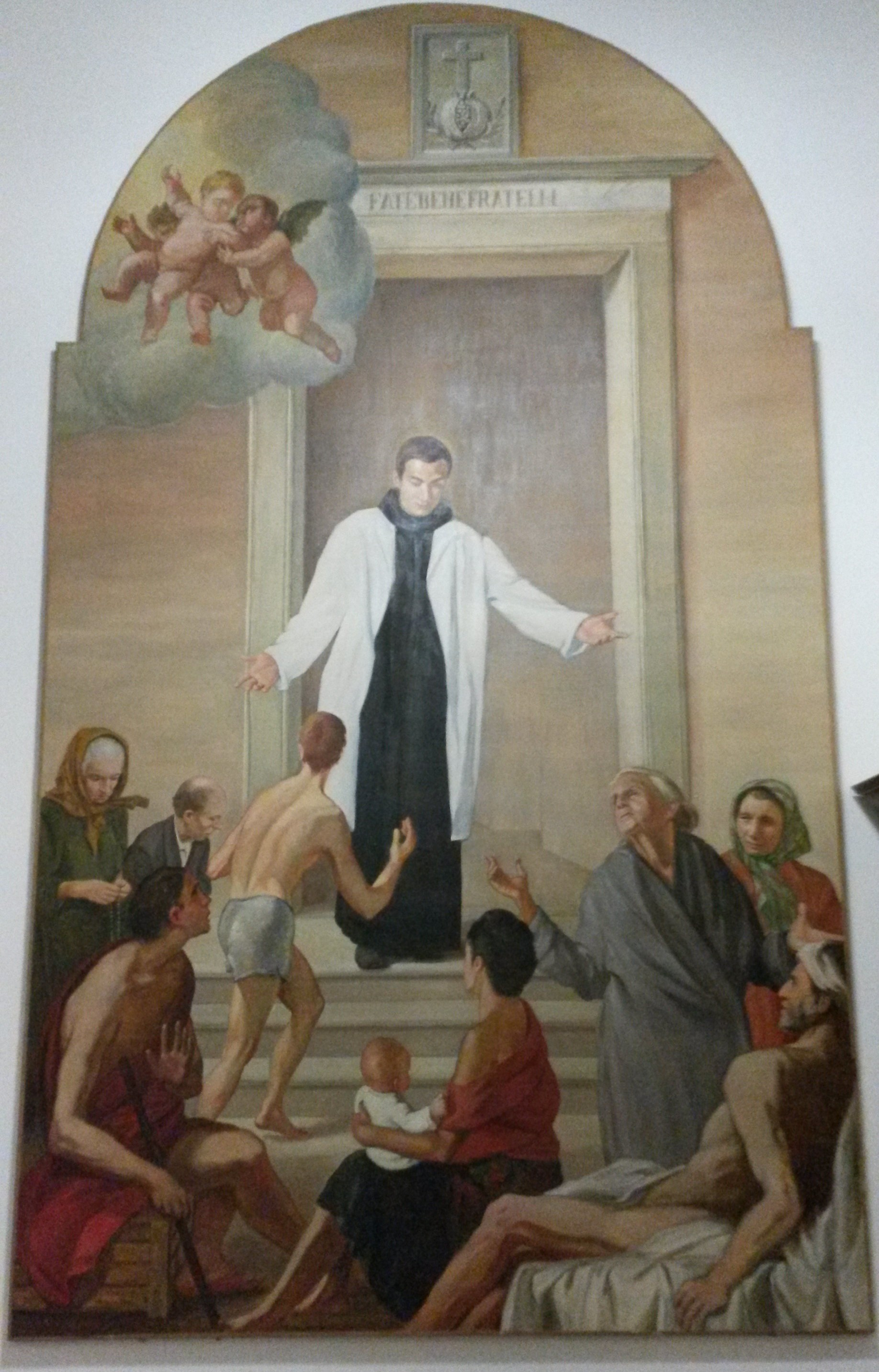
Obraz

Narodil se dne 2. srpna 1897 v Trivolziu jako desáté z jedenácti dětí Innocenza Pampuriho a Angely Campari (1856–1900). Pokřtěn byl následujícího 3. srpna. Po smrti své matky roku 1900 žil u svého strýce a tety z matčiny strany v Torrinu, což byla vesnice patřící pod obec Battuda. Jeho otec zemřel v Miláně při dopravní nehodě roku 1907, načež zůstal v péči své tety z matčiny strany a prarodičů z matčiny strany. Jeho sestra Maria se stala jeptiškou (řeholním jménem Longina) a zemřela v roce 1977 v Káhiře.
V dětství se toužil stát misijním knězem, ale chatrné zdraví jej od toho odrazovalo. Jeho strýc Carlo, který byl lékařem, ho však inspiroval ke studiu medicíny a brzy se rozhodl stát se lékařem. Jako dítě navštěvoval dvě školy v nedalekých vesnicích a poté odešel do Milána, kde navštěvoval nižší střední školu. Střední školu dokončil na Augustinově koleji v Pavii, kde se po maturitě zapsal na lékařské fakultě Univerzitě v Pavii. Během studií byl aktivním členem kolejního klubu Severino Boezio. Patřil také do Společnosti svatého Vincence de Paul a do III. řádu svatého Františka, do kterého vstoupil jako laik 20. března 1921 pod jménem Antonio ve františkánském klášteře Canepanova v Pavii.
Byl povolán do první světové války, kdy od 1. dubna 1917 se nacházel v bojové zóně, kde pracoval v polních nemocnicích. Nejprve sloužil jako seržant a později absolvoval výcvik jako důstojník zdravotnického sboru. Ve studiu pokračoval v roce 1920 po propuštění z armády v dubnu téhož roku. 6. července 1921 promoval s nejlepším hodnocením v oboru chirurgie a medicíny. V letech 1921–1924 trávil čas praxí u svého strýce, lékaře, a poté krátce působil jako asistent v lékařské ordinaci ve Vernate, než byl ustanoven na praxi v Morimondu u Milána. V roce 1922 absolvoval stáž s vysokým vyznamenáním na milánském Instituto di Ostetricia e Ginecologia.
V roce 1923 byl zapsán na koleji v Pavii jako praktický lékař. Později přicestoval do Morimonda, aby zde vykonával lékařskou praxi. Obyvatelstvo zde bylo rozptýleno po různých venkovských usedlostech. Byl zde znám pro svoji obětavost a laskavý přístup. Spolu s místním farářem založil hudební skupinu a katolický mládežnický klub, jehož byl prvním prezidentem. Léčil také chudé, často zdarma, díky čemuž se stal velmi oblíbeným. Spolupracoval zde také s farářem Cesarem Alesinou. Pociťoval čím dál větší povolání k zasvěcenému životu.
Dne 22. června 1927 vstoupil v Miláně do Hospitálského řádu svatého Jana z Boha. Dříve uvažoval o vstupu do Tovaryšstva Ježíšova, ale rozhodl se stát milosrdným bratrem, aby mohl vykonávat svoji lékařskou praxi. Vstoupil do noviciátu v Brescii, přijal hábit řádu a řeholní jméno Riccardo. Po absolvování noviciátu složil dne 24. října 1928 své řeholní sliby. Poté byl jmenován ředitelem bezplatné zubní kliniky při nemocnici řádu v Brescii.
Znovu u něj propukl zánět pohrudnice, kterým se poprvé nakazil během své vojenské služby, a ten se brzy zvrhl ve specifickou bronchopneumonii spojenou s tuberkulózou, která se mu v lednu roku 1930 zhoršila natolik, že musel omezit svoji práci. Dne 18. dubna 1930 byl převezen z Brescie do Milána, kde následujícího 1. května zemřel. Jeho ostatky jsou od 16. května 1951 uloženy ve starém farním kostele v jeho rodné vesnici Trivolzio.

## Úcta
Jeho beatifikační proces započal dne 10. července 1970, čímž obdržel titul služebník Boží. Dne 12. června 1978 jej papež sv. Pavel VI. podepsáním dekretu o jeho hrdinských ctnostech prohlásil za ctihodného.
Blahořečen byl dne 4. října 1981 na Svatopetrském náměstí papežem sv. Janem Pavlem II. Dne 11. února 1989 byl uznán zázrak na jeho přímluvu, potřebný pro jeho svatořečení. Svatořečen pak byl dne 1. listopadu 1989 v bazilice sv. Petra papežem sv. Janem Pavlem II.
Jeho památka je připomínána 1. května. Bývá zobrazován v řeholním oděvu.